# سيدة مع قاقم (لوحة)
سيدة مع قاقوم (بالإيطالية: Dama con l'ermellino؛ وبالبولندية: Dama z gronostajem) هي لوحة للفنان الإيطالي ليوناردو دافنشي من حوالي 1489-1490 وواحدة من كنوز بولندا القومية. موضوع اللوحة هو سيسيليا غالِراني، صورت في الوقت الذي كانت فيه عشيقة للودفيجو سفورزا، دوق ميلان، وكان ليوناردو في خدمة الدوق. وهي واحدة من أربع صور فقط رسمها ليوناردو لنساء، الآخريات هن الموناليزا، صورة جينيفرا ديبنشي، وفيرونييرا الجميلة.
باع الأمير آدم كارول تشارتوريسكي -السليل المباشر الأخير لإيزابيلا تشارتوريسكا فليمنج وآدم جيرسي تشارتوريسكي- لوحة سيدة مع قاقوم في 29 ديسمبر 2016 بمئة مليون يورو لوزارة الثقافة والتراث القومي، والذين أحضروها من إيطاليا إلى بولندا عام 1789.

## الموضوع والترميز
رُسمَت الصورة الصغيرة المسماة عامة بسيدةٍ مع قاقوم بالألوان الزيتية على لوح خشبي. كانت الألوان الزيتية جديدة نسبيًا في إيطاليا في ذلك الوقت، حيث أدخلت في سبعينيات القرن الخامس عشر.
حدد الموضوع بشكل حاسم إلى حدٍ ما بأنه حول سيسيليا غالِراني، عشيقة رب عمل ليونارد، لودفيجو سفورزا.
كانت غالراني أحد أفراد عائلة كبيرة ليست غنية أو نبيلة. خدم والدها لفترة في بلاط الدوق. عندما رسمت هذه الصورة لها، كانت في حوالي السادسة عشرة من العمر وكانت مشتهرة بجمالها، اطلاعها، وشِعرها. كانت متزوجة في سن السادسة تقريبًا من نبيلٍ شاب من عائلة فيسكونت، لكنها رفعت دعوى إلغاءٍ للزواج عام 1487 لأسباب غير معلنة وتمت الموافقة على طلبها. أصبحت عشيقة الدوق وأنجبت له ابنًا، رغم زواجه من بياتريس ديستا قبل أحد عشر عامًا. كانت بياتريس منذورة للدوق منذ كانت في الخامسة من عمرها، وتزوجت منه في عمر السادسة عشرة عام 1491. بعد بضعة أشهر، اكتشفت أن الدوق لا يزال يقابل غالراني، فأجبرت الدوق على إنهاء هذه العلاقة بتزويجها -غالِراني- من كونتٍ محلي يسمى برغامينو.
تظهر الصورة تكوينًا لنصف القامة، يستدير فيه جسد امرأةٍ بزاوية ثلاثة أرباع إلى جهة اليمين، ولكن وجهها مستدير جهة اليسار. نظرتها ليست مباشرة للأمام أو إلى جهة المشاهد، بل إلى جهة ثالثة خارج نطاق الصورة. تمسك جالِراني بحيوانٍ صغير بكساء أبيض من فصيلة ابن عرس معروف بالقاقوم. فستانها بسيط نسبيًا، يشي بكونها ليست امرأة نبيلة. وضع مصفف شعرها، المعروف بكوازون، شعرها بنعومة على رأسها بشريطين منه مربوطين على جانبي وجهها وضفيرة طويلة في الظهر. يثبت شعرها في مكانه بواسطة حجاب ناعم من الشاش مع أطرافٍ منسوجة بخيوط الذهب، وشريط أسود، وغطاء فوق الضفيرة.
هناك عدة تأويلات لأهمية القاقوم. في كسائه الشتوي، كان القاقوم رمزا تقليديًا للنقاء، حيث كان يعتقد أنه يفضل الموت على أن تفسد التربة كساءه الأبيض. في سن متقدم، ألف ليوناردو كتابًا عن الحيوان سجل فيه:
الاعتدال، القاقوم لاعتداله لا يأكل إلا مرة في اليوم، ويفضل أن يترك نفسه ليأسره الصيادون على أن يجد ملجأً في جحر قذر، فيتدنس نقاؤه.  
كرر هذه الفكرة في ملاحظة أخرى، «يحد الاعتدال من كل الرذائل. يفضل القاقوم الموت على أن يلوث نفسة بالتراب». كان الأرستقراطيون يحتفظون بالقواقم كحيوانات أليفة. وكان فراؤهم الأبيض يستخدم في بطانات أو حواف العباءات الأرستقراطية. بالنسبة لولدفيجو إلمورو، فللقاقوم أهمية خاصة أكبر إذ كان في وسام الأرمين عام 1488واستُخدم كشعارٍ شخصي. وربط القاقوم بسيسيليا قد يرمز إلى نقائها ولصنع رابط بحبيبها. كبديل، قد يكون القاقوم تورية عن اسمها: المصطلح الإغريقي للقاقوم والحيوانات الأخرى من فصيلة ابن عرس، هو gale أو galéē. قد يتسق هذا مع وضع ليوناردو لنبات العرعر خلف الشخصية في صورته لجينيفرا ديبينشي كتدليل على اسمها. وبمعرفة أن سيسيليا قد وضعت ابنًا عرف باسم لودوفيكو في مايو 1491، وللارتباط بين الحمل وحيوانات ابن عرس في ثقافة إيطاليا عصر النهضة، فمن الممكن أيضًا أن يرمز الحيوان إلى حمل سيسيليا. بالإضافة لذلك، قد لا يكون الحيوان في الصورة قاقومًا بل ابن مقرض أبيض، اللون المفضل في العصور الوسطى لسهولة رؤية الحيوان الأبيض في الشجيرات التحتية الكثيفة.
كما في العديد من لوحات ليوناردو، يتألف التكوين من حلزون هرمي وتُصوَّر الجالسة في حركة دوران من جهة يسارها، عاكسة استحواذ ديناميكيات الحركة على ليوناردو مدى الحياة. كانت الصور الشخصية بوضعية الثلاثة أرباع هي واحدة من ابتكاراته العديدة. شاعر بلاط إلمورو، برناردو بلينشيوني، هو أول من اقترح أن سيسيليا صُورت كما لوكانت تنصت لمتحدثٍ غير مرئي.
يظهر هذا العمل على وجه الخصوص خبرة ليوناردو في رسم الشكل البشري. رسمت يد سيسيليا الممدودة بتفاصيل رائعة، مع كل منحنى لكل ظفر، وكل تجعد حول مفاصلها، وحتى ثنية الوتر في إصبعها المنحني.

## الحفظ
تعرضت لوحة سيدة مع قاقوم لفحصين مخبريين مفصلين. كان الأول في معامل وارسو، مع اكتشافات نشرها ك. كوياتكوسكي عام 1955. وتعرضت للفحص والترميم مرة ثانية عام 1992 في معامل صالة عرض واشنطن القومية تحت إشراف دافيد بول.
اللوحة مصورة بالألوان الزيتية على لوح رقيق من خشب الجوز، يبلغ سمكه حوالي 4-5 ملليمترات (0.16 - 0.20 بوصة)، محضرة بطبقة من الجيسو الأبيض وطبقة من بطانةٍ باللون البني الداكن. اللوحة في حالة جيدة بغض النظر عن كسر في الجانب الأيسر العلوي. لم يتغير حجمها أبدًا، كما يتضح من الحدود الضيقة غير الملونة على جميع الجوانب الأربعة.
غطيت الخلفية بطبقة رقيقة من الأسود غير المعدل، على الأرجح بين عامي 1830 و 1870، عند استعادة الزاوية التالفة. اقترح أن يكون يوجين ديلاكروا هو من لون الخلفية. كان لونها السابق رماديًا مزرقًّا. التوقيع «LEONARD D'AWINCI» (وهو النسخ الصوتي البولندي لاسم «دافنشي») في الزاوية اليسرى العليا ليس أصلياً.
كشفت الأشعة السينية والتحليل المجهري الخطوط المنقولة بمسحوق الفحم من الرسم التحضيري الشائك على سطح الإعداد، وهي تقنية تعلمها ليوناردو في استوديو فيرروشيو.
بصرف النظر عن اسوداد الخلفية وبعض التآكل الناجم عن التنظيف، يظهر السطح الملون أن اللوحة بالكامل تقريباً صُنعت بيد الفنان. كان هناك بعض التنميق الطفيف لقسماتها باللون الأحمر، ولحافّة الحجاب بلون المغرة. يعتقد بعض العلماء أنه كانت هناك أيضًا لمسات إضافية للأيدي لاحقًا.
عُثر على بصمات أصابع ليوناردو على سطح اللوحة، ما يشير إلى أنه استخدم أصابعه لدمج ضربات فرشاته الدقيقة.

## المنشأ
اقتنى العمل في إيطاليا عام 1798 الأمير آدم جيرسي تشارتوريسكي، نجل الأميرة إيزابيلا تشارتوريسكا والأمير آدم كازيمريز تشارتوريسكي، وضُمت إلى مقتنيات عائلة تشارتوريسكي في بولاوي عام 1800. النقش على ركن اللوحة الأيسر العلوي LA BELE FERONIERE. LEONARD DAWINCI كان قد أضافه على الأرجح المرمم بعد وقت قصير من وصولها بولندا. وقبل إضافة الطبقة الزائدة إلى الخلفية. كان تشارتوريسكي يدرك بوضوح أنها لليوناردو، برغم أن اللوحة لم تناقَش من قبل في المطبوعات؛ فلا يوجد سجل لمالك سابق. فيرونييرا الجميلة هو اسم لوحة تصويرية لليوناردو في اللوفر والتي تحمل الجالسة فيها تشابهًا وثيقًا مع جليسته، لذلك اعتبر تشارتوريسكي أنها نفس الجليسة.
سافرت اللوحة على نطاق واسع خلال القرن التاسع عشر. خلال انتفاضة نوفمبر 1830، أنقذتها الأميرة تشارتوريسكا البالغة من العمر 84 عامًا قبل غزو الجيش الروسي، وأخفتها، وأرسلتها 100 ميل جنوبًا إلى قصر تشارتوريسكي في سينياوا. بعد فترة وجيزة، نُقلت إلى مقر منفى تشارتوريسكي في باريس، فندق لامبرت. عادت الأسرة إلى بولندا عام 1869، واستقرت في كراكوف. وفي أعقاب الاحتلال الألماني الصاخب لباريس والكوميونة عام 1871، أحضرت العائلة اللوحة إلى كراكوف عام 1876 وافتتح المتحف في عام 1878. نُقلت اللوحة خلال الحرب العالمية الأولى إلى رواق صالة عرض السيد القديم (البطل القديم) في درسدن لحفظها بأمان، لتعود إلى كراكوف عام 1920.
عام 1939، مباشرة قبل الاحتلال الألماني لبولندا، نُقلت مرة أخرى إلى سينياوا، ولكن اكتُشفت واستولي عليها من قبل النازيين وأرسلت إلى متحف القيصر فريدريش ببرلين. عام 1940، رأى هانز فرانك، الحاكم العام لبولندا، اللوحة هناك وطلب إعادتها إلى كراكوف، حيث علقت في جناح مكاتبه بقلعة فافل. عام 1941، نُقلت إلى مستودع آخر للفن المسلوب في بريسلاو. ثم أعيدت إلى كراكوف عام 1943 وعرضت في قلعة فافل. في نهاية الحرب العالمية الثانية اكتُشفت من قبل قوات الحلفاء في منزل فرانك الريفي في شليرسي، بافاريا، وأعيدت إلى بولندا عام 1946. حيث عرضت مرة أخرى في متحف تشارتوريسكي في كراكوف، وبقيت حتى إغلاق المتحف عام 2010. منذ مايو 2017، يتم عرضها في المتحف القومي، كراكوف، خارج المدينة القديمة.

## وصلات خارجية
- متحف زارتورسكي
- مقالة في البي بي سي عن لوحة سيدة مع قاقم
- أخطار الحروب على الأعمال الفنية